# Касс (Західна Вірджинія)
Касс (англ. Cass) — переписна місцевість (CDP) в США, в окрузі Покахонтас штату Західна Вірджинія. Населення — 38 осіб (2020).

## Географія
Касс розташований за координатами 38°23′47″ пн. ш. 79°55′9″ зх. д. / 38.39639° пн. ш. 79.91917° зх. д. (38.396334, -79.919056).  За даними Бюро перепису населення США в 2010 році переписна місцевість мала площу 2,05 км², уся площа — суходіл.

## Демографія
Згідно з переписом 2010 року, у переписній місцевості мешкали 52 особи в 29 домогосподарствах у складі 11 родини. Густота населення становила 25 осіб/км².  Було 96 помешкань (47/км²).
Расовий склад населення:
| - 100,0 % — білих |

До двох чи більше рас належало 0,0 %. Частка іспаномовних становила 0,0 % від усіх жителів.
За віковим діапазоном населення розподілялося таким чином: 9,6 % — особи молодші 18 років, 57,7 % — особи у віці 18—64 років, 32,7 % — особи у віці 65 років та старші. Медіана віку мешканця становила 51,0 року. На 100 осіб жіночої статі у переписній місцевості припадало 100,0 чоловіків;  на 100 жінок у віці від 18 років та старших — 88,0 чоловіків також старших 18 років.
Цивільне працевлаштоване населення становило 42 особи. Основні галузі зайнятості: мистецтво, розваги та відпочинок — 100,0 %.